# Hearts of Iron
Hearts of Iron (HoI) је глобална стратешка рачунарска игра коју је развила компанија Paradox Entertainment и Strategy First чија се радња одиграва између 1936—1948. године. У овој игри могу да се воде све државе које су у ово доба постојале. Развијена је за Windows-компатибилне платформе 2002. године. Главни програмер за развој игре био је Јохан Андерсон. Наставак игре Hearts of Iron 2 донео је многа побољшања и новитете, развијеније техничко стабло и бољу игривост.

## Играчко окружење
је заснован на Europa Universalis енџинеу али уз многе промене:
- детаљно техничко стабло је подељено у 14 делова (пешадија, артиљерија, индустрија, оклопне јединице, морнарица, итд) са мноштвом доступних технологија и могућностима за унапређење свих јединица
- економија је базирана на 4 природна ресурса: угаљ, гвожђе, гума и нафта од којих зависи ваша војска и индустрија
- могу да се бирају политички и војни лидери
- мноштво војних јединица од милиције до интерконтиненталних ракета
- симулација временских прилика од којих зависи кретање и борбена ефикасност ваших јединица.

Кампања се може започети у различитом тренутку, а циљ је да држава опстане и да се по могућству увећа. У зависности од потеза играча међународна дешавања се развијају или онако како се догодило у стварности или у неком другом смеру. Због овог игра спада у групу алтернативно историјских игара.
У игри постоје три основне фракције Савезници (енгл. Allies), Осовина (енгл. Axis) и Коминтерна (енгл. Comintern). Играч може да игра у неком од ових савеза, али може да остане и ван њих. Игра се завршава када преостане само један савез, што се ретко дешава. Сценарио се такође завршава у поноћ 30. децембра 1947, а победничка страна се одређује на основу броја поена које има. Поене доносе значајне провинције и градови (највише Москва, Берлин, Лењинград, Стаљинград, Лондон, Париз док пустињски предели северне Африке и прашумске територије Јужне Америке не доносе уопште бодове).

## Југословенски ратови
Југословенски ратови је мод за други део ове игре, и у њему се може бити једна од следећих република: Албанија, Босна, Хрватска, Србија, Словенија, Црна Гора, НАТО, Косово, Војводина, Херцег-Босна, Република Српска, Санџак, Република Српска Крајина, Србија и Црна Гора, ФР Југославија, Аутономна Провинција Западна Босна, Македонија или СФР Југославија.
У овом моду можете променити историју или је поновити. Време овог сценарија је од 25. јуна 1991. до 31. децембра 1999.

## Контроверзе
Игра је забрањена у Кини зато што су Тибет, Синкјанг и Манџурија независне државе а Тајван је под јапанском контролом. Paradox Interactive сматра да је игра историјски тачна и да приказује време када је Кина била подељена као и могућност да Комунистичка партија Кине не победи у Кинеском грађанском рату.